# NGC 1062
NGC 1062 – gwiazda znajdująca się w gwiazdozbiorze Trójkąta. Zaobserwował ją Ralph Copeland 11 października 1873 roku i skatalogował jako obiekt typu „mgławicowego”. Niektóre źródła, np. baza SIMBAD, jako NGC 1062 błędnie identyfikują znajdującą się nieopodal galaktykę spiralną PGC 10331 (LEDA 10331).